# Guido Chigi Saracini
Guido Chigi Saracini (Siena, 8 de marzo de 1880 - Ibídem 18 de noviembre de 1965) fue un mecenas y noble italiano, fundador de la célebre Accademia Musicale Chigiana.

## Biografía
Guido Chigi Saracini estudia en el Conservatorio Luigi Cherubini de Florencia. Habiendo heredado en 1906 un gran patrimonio, comienza pronto a utilizarlo para promover la actividad musical de la ciudad de Siena.
Nace así, al año siguiente, el Quinteto Sienés sostenido económicamente por el Conde que organiza los conciertos cuya recaudación entrega a la beneficencia.
Entre las manifestaciones organizadas por el Conde Chigi destaca por su importancia la interpretación en 1913 de la Misa de Requiem de Giuseppe Verdi en la iglesia de San Francisco, por la personalidad de los intérpretes -el director es Edoardo Mascheroni, músico entre los preferidos de Verdi- y por la relativa rareza de la obra. El evento tiene una gran resonancia en Italia gracias a la presencia de Arrigo Boito, huésped del Conde al cual le liga una profunda amistad que le influye en su futura actividad.
Tras la Primera Guerra Mundial, Guido Chigi comienza un programa de reestructuración del Palacio Chigi Saracini para adaptarlo a las exigencias de la música, transformando la sala de baile en sala de conciertos que es inaugurada solemnemente el 22 de noviembre de 1923 con el primer concierto de una temporada, que todavía existe, titulada Micat in Vertice inspirada en el lema de su familia.
En 1932, funda los Cursos de perfeccionamiento que han hecho a la Accademia Musicale Chigiana famosa en el mundo. En 1939, Guido Chigi Saracini crea el festival de la Semana Musical de Siena.

## Obras
- "Lauda a la Madona de Pancole" para cuerda.